# Kleiner Peetschsee
Der Kleine Peetschsee liegt in der Mecklenburgischen Seenplatte im südlichen Mecklenburg-Vorpommern. Der See befindet sich südlich von Mirow neben der Diemitzer Schleuse.
Die Größe des apfelförmigen Sees beträgt etwa 160 Meter mal 130 Meter. Der Zufluss in den Kleinen Peetschsee befindet sich am  nordwestlichen Ende und kommt über die Diemitzer Schleuse, den Großen Peetschsee und den Vilzsee. Der Abfluss befindet sich am nordöstlichen Ende des Sees und findet über einen etwa 20 Meter breiten Kanal in den Labussee statt.
Der Kleine Peetschsee gehört zur 32 Kilometer langen Bundeswasserstraße der Müritz-Havel-Wasserstraße.